# Culinária da Bielorrússia

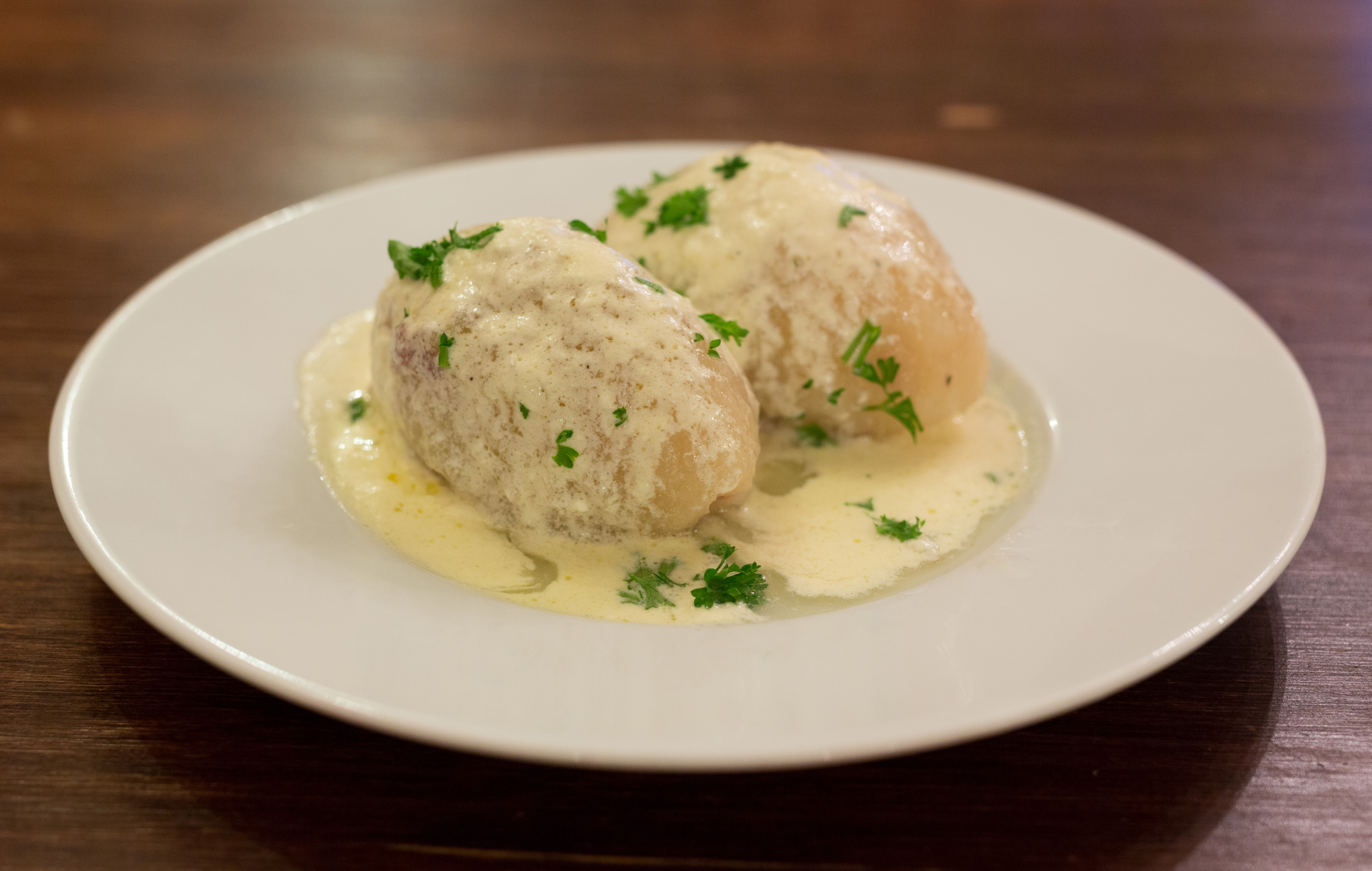
O Cepelinai, um prato a base de batatas.

A culinária da Bielorrússia baseia-se nos vegetais e cereais típicos da região, tais como a batata, a beterraba, cogumelos, bagas, cevada e centeio, acompanhados por carne de porco, em várias preparações (como as salsichas, ou kolbasy), de vaca, galinha, peixes de água doce (como a truta, perca e carpa) e ainda por leite e seus derivados (o tvorog, ou queijo-fresco, a smetana, ou nata-azeda, e o queijo fermentado, ou siyr). 
As batatas merecem uma menção especial, uma vez que são a base de vários pratos da cozinha bielorrussa. Uma preparação que é por vezes considerada o prato nacional da Bielorrússia é a draniki, uma espécie de patanisca de batata, em que este ingrediente, em puré ou grosseiramente ralado, é misturado com farinha de trigo e ovos, temperado e frito, por vezes com recheios variados.  Outros pratos à base de batata incluem vários tipos de pasteis, geralmente recheados e fritos ou cozidos, e a babka-de-batata, uma espécie de pudim feito com puré de batata, ovos, cebola e bacon, geralmente assado no forno (o significado de “babka” é “bolo” e é nesta acepção que é usada nos países vizinhos). 
Os pratos de carne são normalmente servidos com batatas оu vegetais, como cenoura, repolho, rábano, ervilhas ou outros. Também é característico que muitos pratos de vegetais e carne são preparados em louça de barro tradicional. 

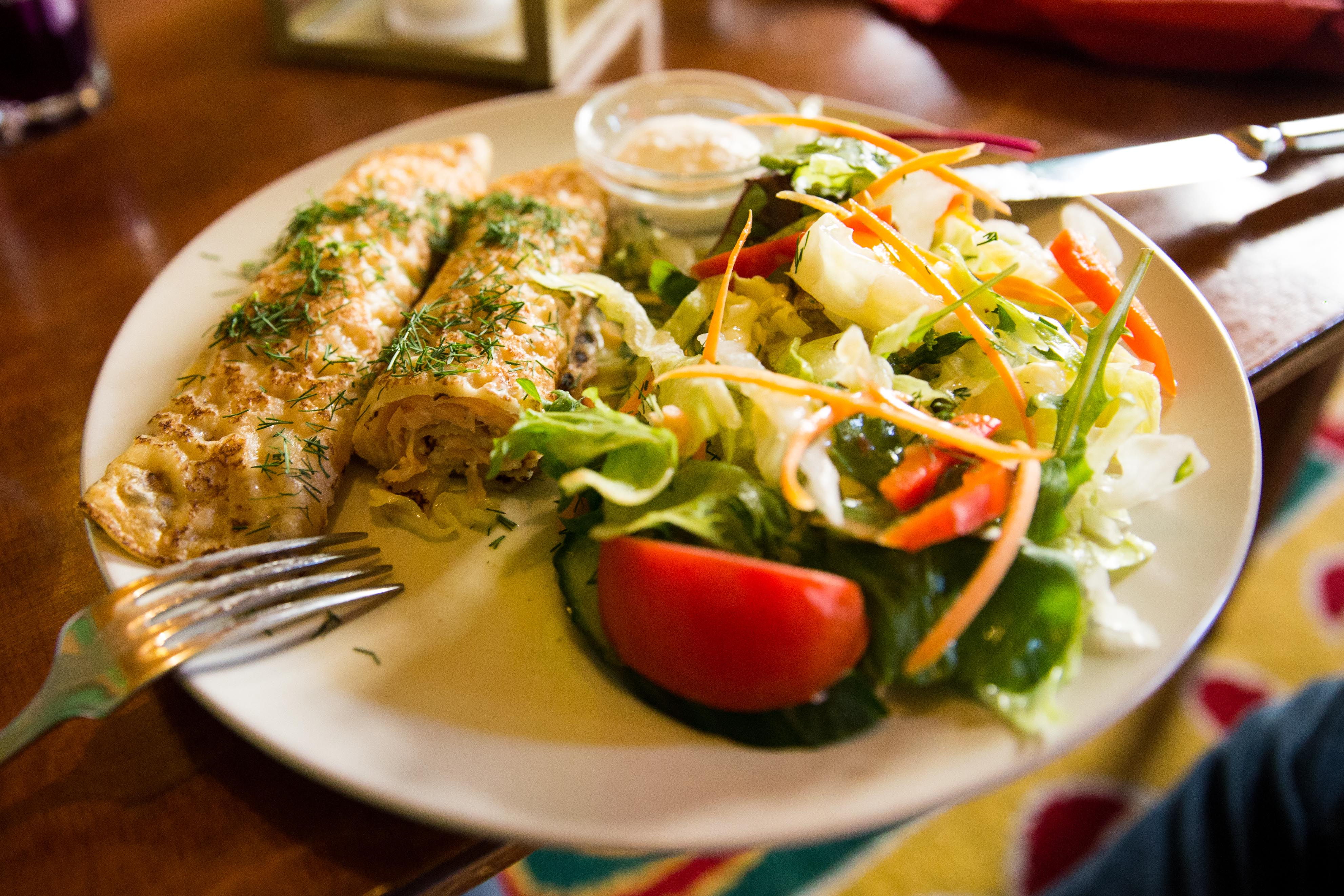
Blinis

Para além das batatas, os bielorrussos adotaram várias preparações baseadas em farinhas de cereais, para além do pão que, tradicionalmente era de centeio maltado, como as blini (panquecas de massa levedada), cuja massa pode ser simples ou misturada com batata, maçã ou queijo; outro caso é a lazanki, ou “lasanha bielorrussa”, e os kalduni, aparentados com os pelmeni russos. Zacirka é uma espécie de massa alimentícia típica deste país e muito apreciada com leite ou toucinho salgado. 

## Pratos populares na Bielorrússia
- Machanka – um prato em que começa por se fritar carne de porco, depois se deixa estufar com caldo de carne e finalmente se mistura com um creme de farinha com nata azeda e se coloca no forno a terminar a cozedura;
- Galinha recheada;
- Zrazy – pasteis de carne de vaca recheados (diferentes da zrazy polaca); também existe uma receita de zrazy-de-batata, muito parecida com algumas de draniki; [5]
- Pirozhki – pãezinhos recheados com carne (populares em toda a região da Europa Oriental até à Ásia Central).
- Pyachysta é um tipo de prato tradicional para ocasiões festivas, que consiste em grandes peças de carne (leitão ou outro corte de porco, aves ou carne de vaca) cozidas, estufadas оu assadas. [4]

## Outros componentes da culinária da Bielorrússia

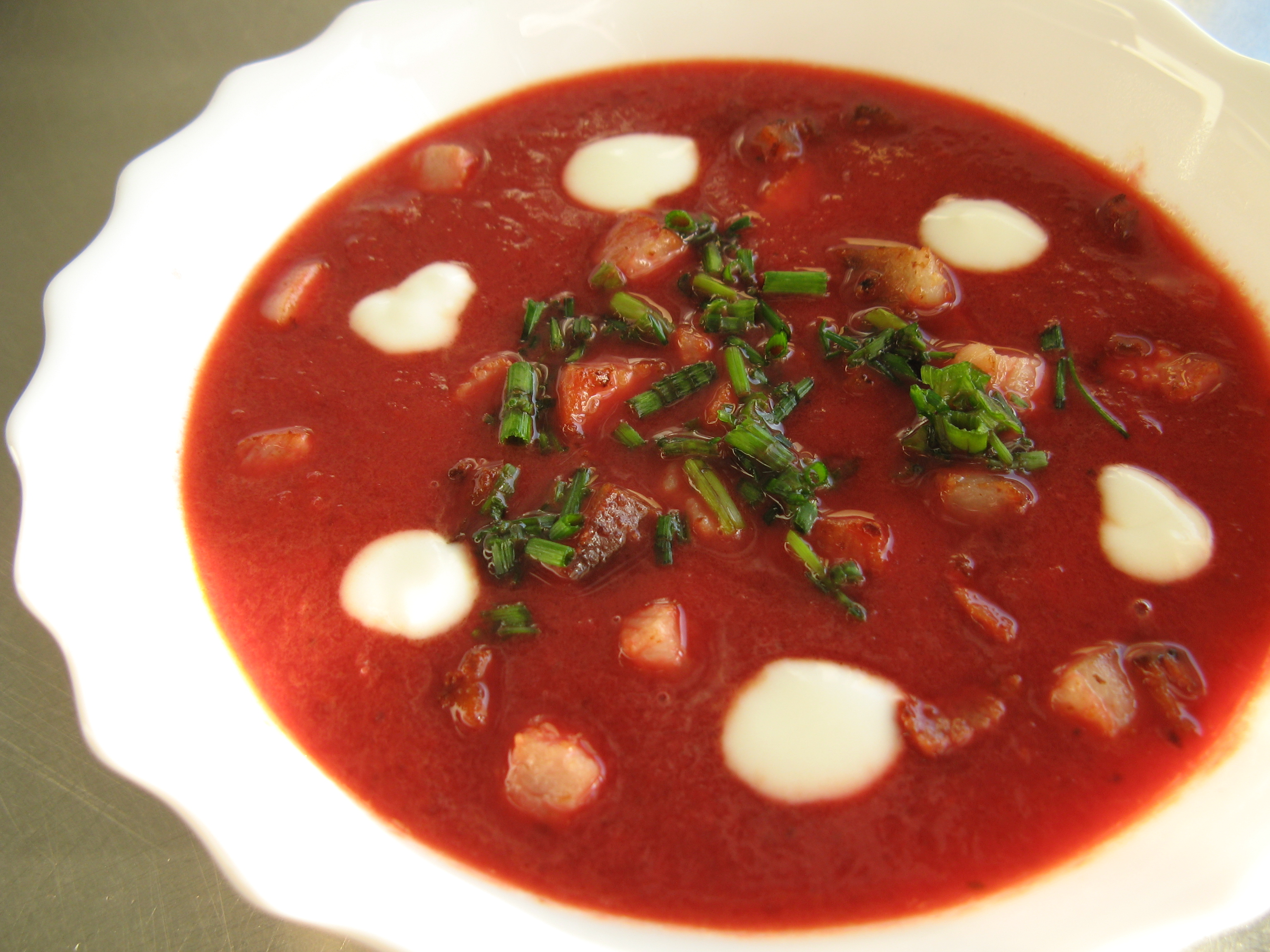
O Borscht, uma sopa a base de beterraba.

As saladas são também populares na Bielorrússia, tais como a salada de repolho, de beterraba, de tomate, pepino e rabanete, por vezes aromatizadas com várias ervas, como funcho, coentro, manjericão e outras. As sopas incluem algumas típicas de países vizinhos, como o shi russo, e o borsh ucraniano, mas também uma sopa fria (khaladnik, de “kholodna”, que significa “frio”) de beterraba e vários outros vegetais, com iogurte e ovos cozidos (faz lembrar o gaspacho). 
A maioria das sobremesas na Bielorrússia têm como base um kissel, ou seja um xarope de sumo de algum fruto engrossado com uma fécula, que pode ser de batata, de milho (maizena) ou flocos de aveia; outros doces são preparados com maçãs, especialmente maçãs azedas do tipo “antonovka”.  No entanto, encontram-se receitas tradicionais, como o pernichek, um bolo feito com halva de sementes de girassol e amendoim misturada com compota de ameixa. 
Para além da vodka (harelka), de origem russa e servida principalmente em ocasiões festivas, myadukha, berezavik, cerveja e vinho são bebidas populares na Bielorrússia. Kvas é uma bebida tradicional feita com pão que se deixa fermentar. Kompot (também de origem russa) é uma bebida não alcoólica feita fervendo frutas secas ou bagas em bastante água e açúcar ao gosto e normalmente servida fria com as refeições. 